# Аватары (Forgotten Realms)
«Аватары» (англ. Avatars) — серия книг в жанре фэнтези о вселенной Forgotten Realms, посвящённая Кризису Аватар и появлению новых богов. Выпущен издательством TSR/Wizards of the Coast.
Изначально в «Аватар» входила трилогия, выпущенная в 1989 году за авторством некоего Ричарда Авлинсона. За этим коллективным псевдонимом скрывались Скотт Чинчин и Трой Деннинг. Их имена были раскрыты только в переиздании, когда Wizards of the Coast приобрела TSR. Кроме того, было написано два продолжения трилогии: в 1993 и 1998 годах.
Центральным событием серии является падение богов Абейр-Торила с небес на землю, когда боги Баал, Бэйн и Миркул прогневали верховного бога Эо, похитив Скрижали Судьбы. Боги были вынуждены принять форму смертных, и многие из них погибли, а смертные люди заняли их место. Главные герои цикла — Келемвор, Миднайт, Кайрик — становятся таким образом богами.

### Трилогия «Аватар»
Вся трилогия была опубликована в 1989 году под коллективным псевдонимом «Ричард Авлинсон». В переиздании были раскрыты имена настоящих авторов.
1. Скотт Чинчин — Долина Теней (Shadowdale)
2. Скотт Чинчин — Тантрас (Tantras)
3. Трой Деннинг — Глубоководье (Waterdeep)

### Продолжения
4. Джеймс Лоудер — Принц Лжи (Prince of Lies, 1993)
5. Трой Деннинг — Безумный бог (Crucible: the Trial of Cyric the Mad, 1998)